# Gérard Dufour
Gérard Dufour est un historien français, spécialiste de l'Inquisition espagnole et de la fin de l’Ancien Régime en Espagne (1759-1833). Il a exercé, au-delà de la fonction d'enseignant-chercheur, diverses fonctions au sein de l'Université de Provence, dont il a été notamment le président de 1997 à 2002.